# لبنن (داکوتای جنوبی)
لبنن(به انگلیسی: Lebanon) شهری در ایالت داکوتای جنوبی کشور ایالات متحده آمریکا است که جمعیت آن در سرشماری سال ۲۰۱۰ میلادی، ۴۷ نفر بوده‌است.